# Traver
Traver és una concentració de població designada pel cens dels Estats Units a l'estat de Califòrnia. Segons el cens del 2000 tenia 732 habitants.

## Demografia
Segons el cens del 2000, Traver tenia 732 habitants, 173 habitatges, i 155 famílies. La densitat de població era de 344,7 habitants/km².
Dels 173 habitatges en un 53,2% hi vivien nens de menys de 18 anys, en un 63,6% hi vivien parelles casades, en un 20,2% dones solteres, i en un 10,4% no eren unitats familiars. En el 5,2% dels habitatges hi vivien persones soles el 3,5% de les quals corresponia a persones de 65 anys o més que vivien soles. El nombre mitjà de persones vivint en cada habitatge era de 4,23 i el nombre mitjà de persones que vivien en cada família era de 4,12.
Per edats la població es repartia de la següent manera: un 37,4% tenia menys de 18 anys, un 12,2% entre 18 i 24, un 28% entre 25 i 44, un 14,3% de 45 a 60 i un 8,1% 65 anys o més.
L'edat mediana era de 25 anys. Per cada 100 dones de 18 o més anys hi havia 115 homes.
La renda mediana per habitatge era de 24.500 $ i la renda mediana per família de 22.750 $. Els homes tenien una renda mediana de 17.188 $ mentre que les dones 20.000 $. La renda per capita de la població era de 7.642 $. Entorn del 23,5% de les famílies i el 33,2% de la població estaven per davall del llindar de pobresa.

## Poblacions més properes
El següent diagrama mostra les poblacions més properes.